# El Guapinol, Honduras
El Guapinol är en ort i Honduras.   Den ligger i departementet Departamento de Francisco Morazán, i den sydvästra delen av landet, 40 km sydväst om huvudstaden Tegucigalpa. El Guapinol ligger 751 meter över havet och antalet invånare är 1 817.
Terrängen runt El Guapinol är huvudsakligen kuperad. El Guapinol ligger uppe på en höjd. Runt El Guapinol är det ganska tätbefolkat, med 54 invånare per kvadratkilometer. Närmaste större samhälle är El Porvenir, 13,0 km öster om El Guapinol. 